# Kungsmussling
Kungsmussling (Pleurotus eryngii) även kallad kejsarhatt, är en art av svamp. Kungsmussling ingår tillsammans med bland annat ostronmussling i släktet Pleurotus, i familjen musslingar. Den är vanlig i Sydeuropa och stora delar av Asien, men har inte påträffats vilt i Sverige. Under kontrollerade former är den dock relativt lättodlad inomhus.
Kungsmusslingen är lämplig som handelssvamp. Den är delikat.

## Underarter
Arten delas in i följande underarter:
- Pleurotus eryngii ferulae
- Pleurotus eryngii eryngii
- Pleurotus eryngii elaeoselini

## Externa länkar

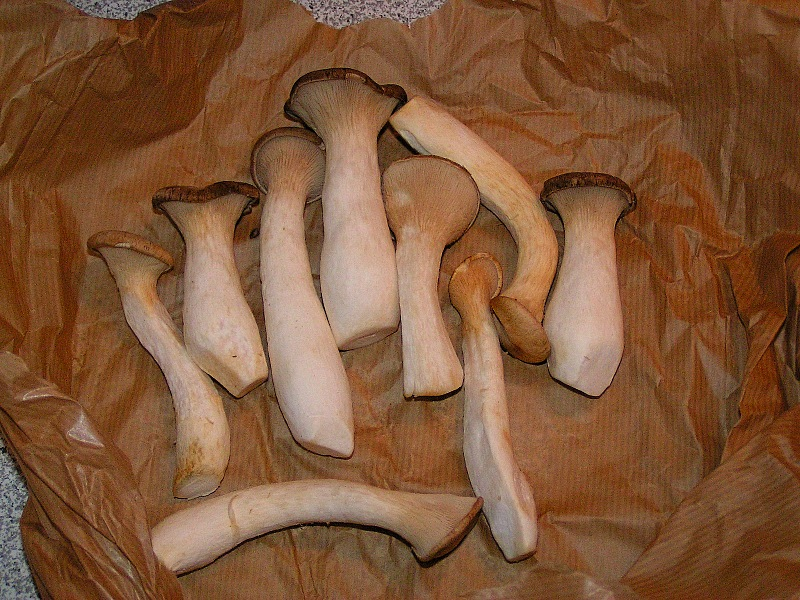
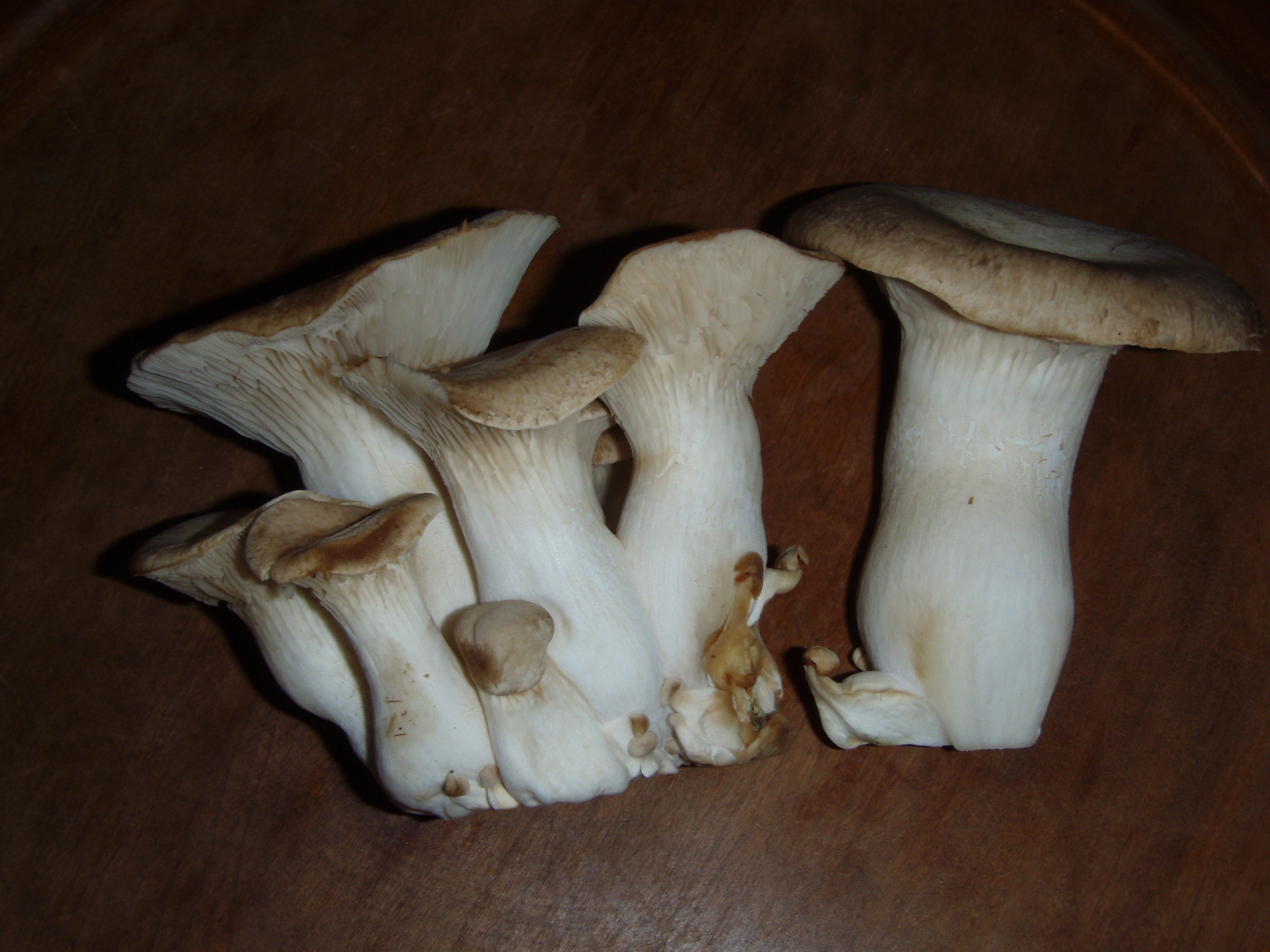
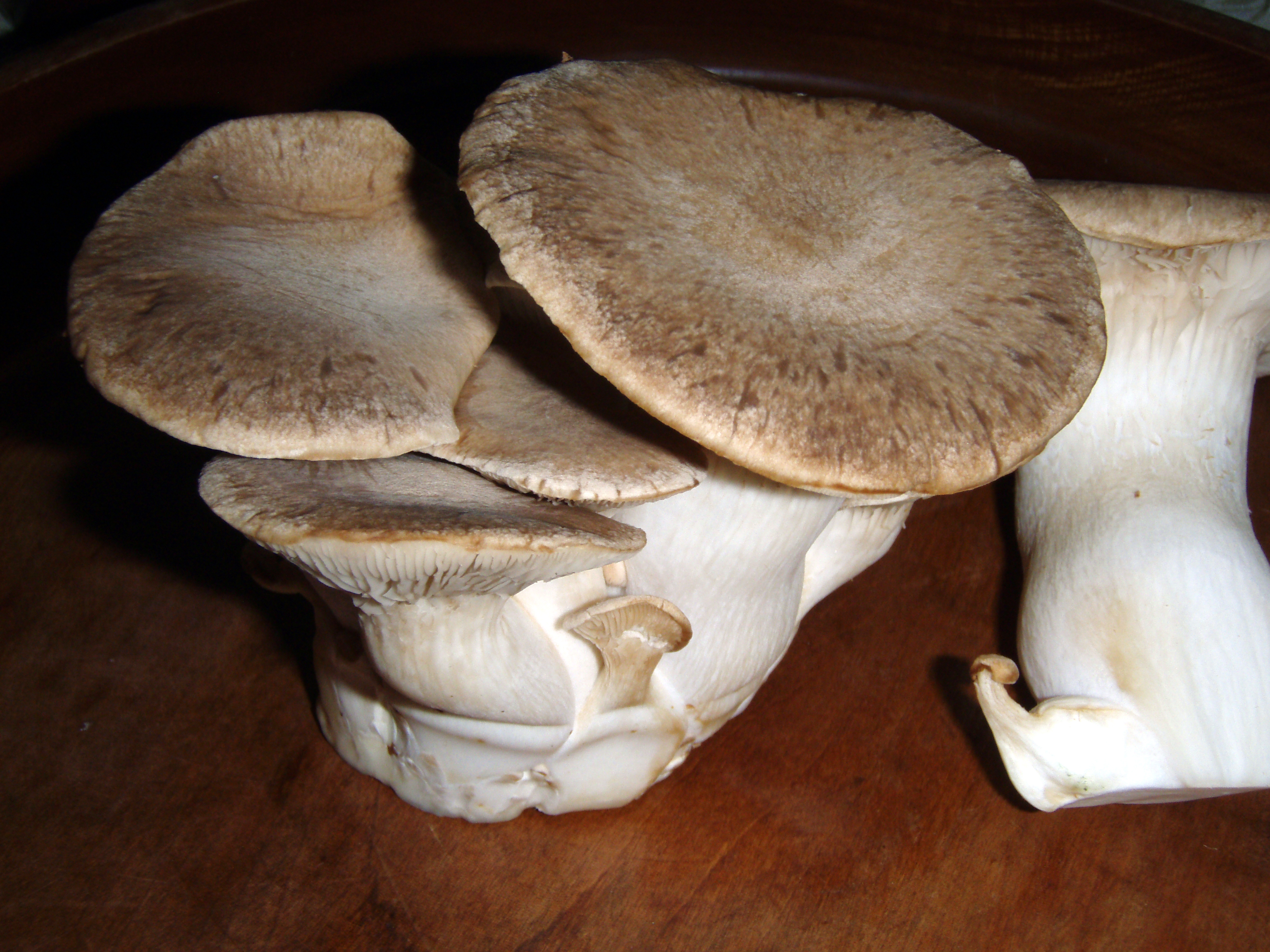
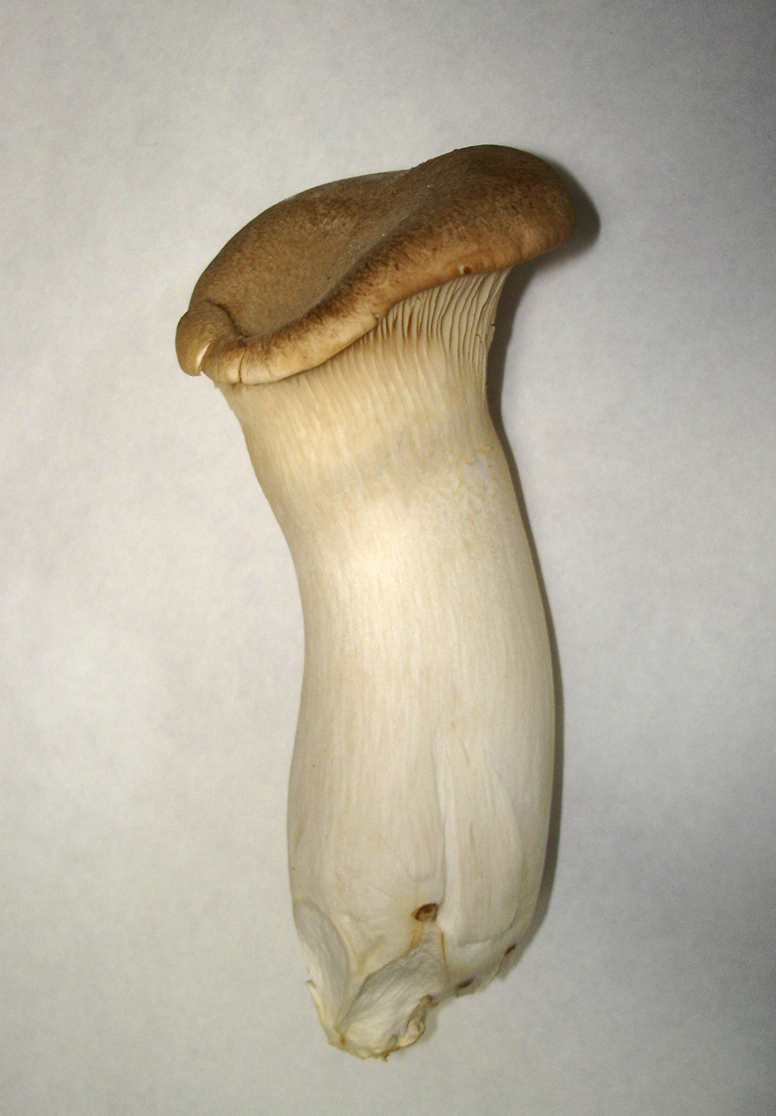
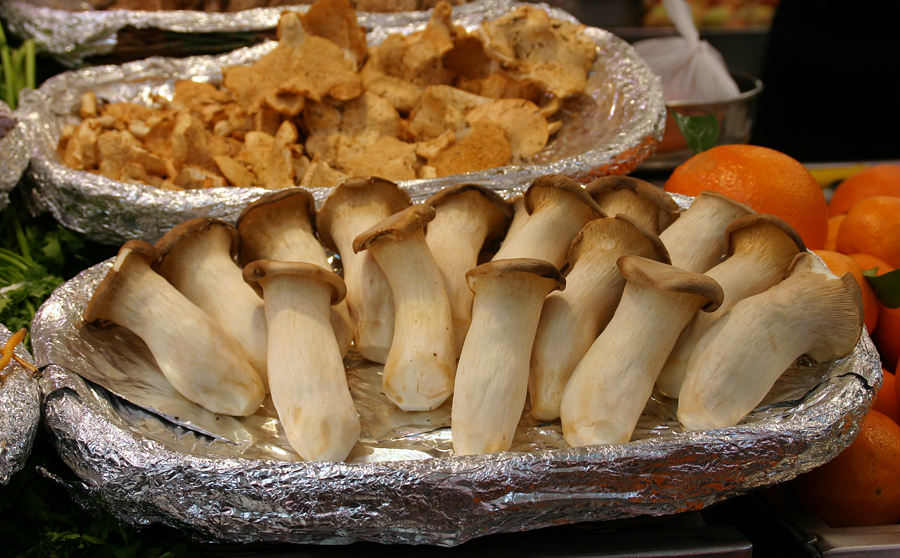